# Świątynia Lotosu
Świątynia Lotosu (ang. Bahá'í House of Worship lub Lotus Temple) – największa świątynia bahaicka znajdująca się w Indiach. Zlokalizowana jest w południowej części śródmieścia Delhi. Obiekt znajduje się na indyjskiej liście informacyjnej światowego dziedzictwa UNESCO.

## Historia
Świątynia została otwarta w 1986 roku; została zbudowana według projektu zamieszkałego w Kanadzie architekta irańskiego pochodzenia, Fariborza Sahby. Od momentu otwarcia w 1986 roku do 2024 roku została odwiedzona wedle szacunków przez ponad 100 milionów osób; co czyni ją jednym z najczęściej odwiedzanych budynków na świecie (wedle raportu CNN z 2001 roku świątynia była najczęściej odwiedzanym miejscem na świecie).

## Architektura
Uważa się, że architektura świątyni w wielu elementach nawiązuje do Tadź Mahal. Położona w rozległych ogrodach świątynia, której wygląd zainspirowany jest kwiatem lotosu, ma wysokość około 40 metrów. Jej główne filary tworzą dziewięciokąt foremny. Część górna składa się z 27 „płatków”. Głównymi materiałami użytymi w czasie budowy świątyni są: marmur, zbrojony beton oraz szkło. Świątynia może pomieścić dwa i pół tysiąca osób. W jej pobliżu znajduje się ogród ze stawami.

## Kult
We wnętrzu świątyni nie ma żadnych symboli religijnych, dlatego często modlą się w niej także osoby niebędące wyznawcami bahaizmu. W świątyni mogą być czytane (lub śpiewane) święte pisma wszystkich religii; nie wolno w niej jednak wygłaszać kazań lub zbierać funduszy, w świątyni mogą śpiewać chóry, jednak nie można w niej używać żadnych instrumentów muzycznych (te zasady obowiązują w wielu świątyniach bahaickich).

## Wyróżnienia
Gmach świątyni zdobył wiele nagród; jej architekt został wyróżniony między innymi w 1987 roku przez Institution of Structural Engineers oraz w 2000 roku przez GlobalArt Academy.
Wizerunek świątyni znalazł się na znaczku pocztowym z 1991 roku.